# Осетрова, Мария Романовна
Мария Романовна Осетрова (род. 26 июня 2007, Строитель, Белгородская область) — российская пловчиха, чемпионка России, призёр чемпионатов России, серебряный призёр Игр БРИКС 2024 года, мастер спорта России международного класса по плаванию (2023).

## Биография
Мария Осетрова родилась 26 июня 2007 года в городе Строитель, Белгородской области. Завершила обучение в городской школе № 1.

## Карьера
Мария тренируется в белгородской СШОР «Спартак» под руководством тренера Феликса Сидельника. На соревнованиях выступает за Белгородскую область.
В 2022 году было присвоено звание «Мастер спорта России», в 2023 году — «Мастер спорта России международного класса».
В июне 2024 года на Играх стран БРИКС стала серебряным призёром на дистанции 50 метров на спине. В ноябре этого же года на чемпионате России на короткой воде стала чемпионкой на дистанции 50 метров на спине и бронзовым призёром на дистанции 50 метров баттерфляем.
В апреле 2025 года на чемпионате России в Казани стала победительницей на дистанции 50 метров баттерфляем и серебряным призёром на дистанции 50 метров на спине.

## Документы
- Приказ о присвоении звания «Мастер спорта России»
- Приказ о присвоении звания «Мастер спорта России международного класса»